# Pług (narciarstwo)
Pług – podstawowa technika narciarska, umożliwiająca narciarzowi kontrolę i redukowanie szybkości, zatrzymanie się oraz skręty. Jest to pierwsza pozycja, jaką wykorzystuje osoba ucząca się jazdy na nartach.

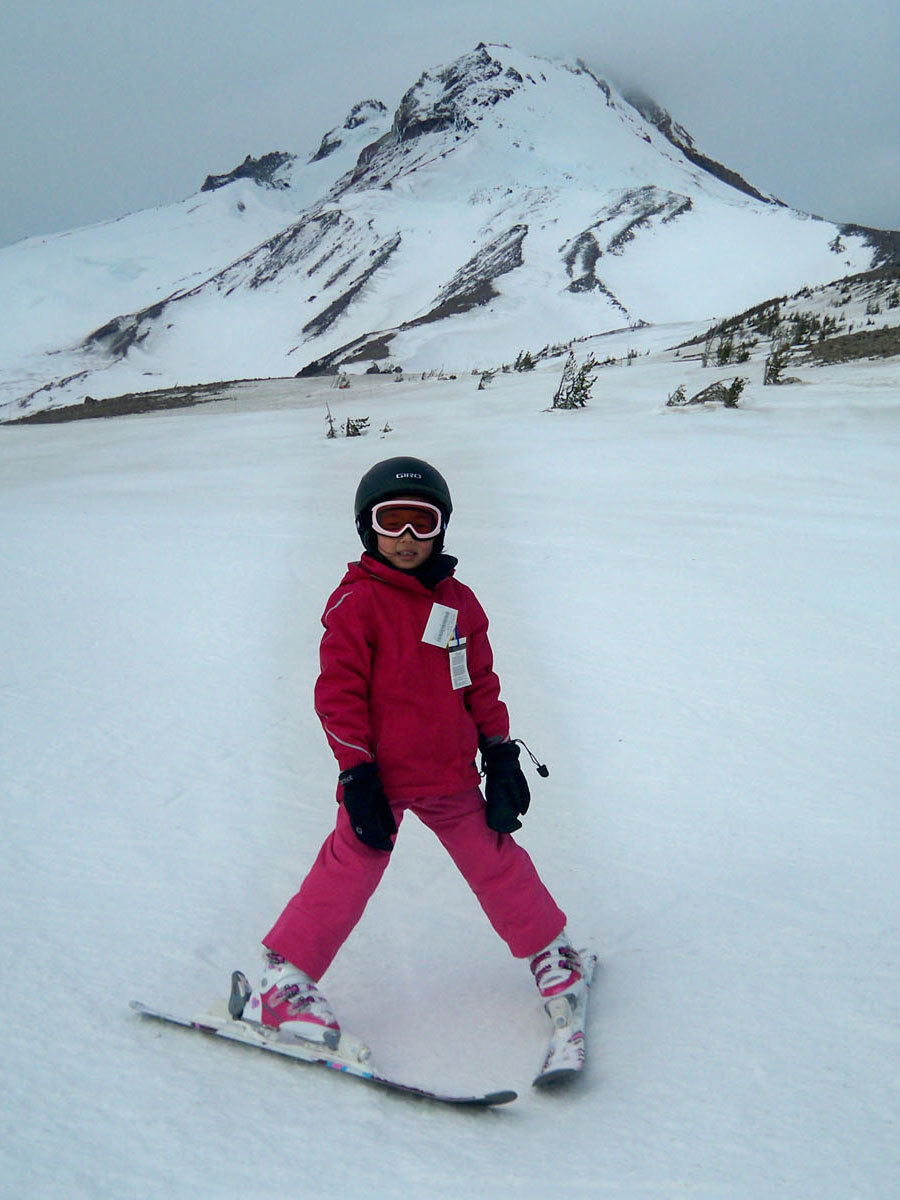
Młoda narciarka demonstruje zatrzymanie pługiem, w tle – Mount Hood
w Górach Kaskadowych (Oregon, USA)

## Historia
Technika skrętu pługiem została po raz pierwszy opisana w książce Mathiasa Zdarsky’ego Lillienfeld Skilaufer Technik w 1896 roku. 

## Technika
Pług polega na szerokim rozstawieniu tyłów nart, przy jednoczesnym utrzymywaniu dziobów blisko siebie. W naturalny sposób narciarz wywiera nacisk na wewnętrzne krawędzie nart, a ponieważ nie są one do siebie równoległe, zwiększa tym samym opór jazdy, powodując redukcję szybkości, aż do zatrzymania się.
Regulowanie szybkości polega na przechodzeniu z pługu hamującego (silniejsze ugięcie nóg, prowadzące do mocniejszego nacisku na krawędzie nart) do pługu ślizgowego (mniejsze krawędziowanie, które w mniejszym stopniu redukuje szybkość) i odwrotnie, w zależności od potrzeby.
Pług umożliwia również skręcanie. Jest to szczególnie łatwe przy jeździe na nartach carvingowych (taliowanych). Jadąc pługiem na nartach carvingowych narciarz doprowadza je do wygięcia w łuk. Gdy nacisk jest równomierny, narciarz jedzie na wprost, hamując. Naciskając mocniej na jedną z nart narciarz powoduje, że ta narta zaczyna jechać skrętem carvingowym, wycinając łuk płużny, a druga narta ślizga się po śniegu.